# GhostBSD
GhostBSD is een vrije Unix-variant die behoort tot de BSD-familie.

## Geschiedenis
GhostBSD ontstond als fork van FreeBSD 8. De eerste versie leverde GNOME 2.28 mee. Later, bij versie 3.5, werd GNOME 2 vervangen door MATE.

### Versiegeschiedenis
- 12 maart 2010: 1.0
- 29 juli 2010: 1.5
- 26 maart 2011: 2.0
- 24 januari 2012: 2.5
- 7 maart 2013: 3.0
- 28 juni 2013: 3.1
- 7 november 2013: 3.5
- 3 oktober 2014: 4.0
- 13 september 2015: 10.1

### 3.5
Bij versie 3.5 werd GNOME 2 vervangen door MATE 1.6. Daarnaast werd Xfce 4.10 toegevoegd aan de Desktop-keuze. LibreOffice werd ingeruild voor Apache OpenOffice 4.

### 4.0
De standaard compiler is niet langer GCC maar werd vervangen door clang (LLVM). make(1) werd vervangen door bmake(1) van NetBSD. Het pakketbeheer gebeurt nu door pkg(7). De pakketbeheertools pkg_add(1), pkg_delete(1) en bxpkg werden verwijderd. De standaard netwerkmanager is nu Networkmgr.

## Desktopomgeving
GhostBSD kent verschillende keuzes qua grafische omgeving. De mogelijke keuzes zijn MATE en XFCE. De standaard desktopomgeving tot GhostBSD 3.5 was GNOME 2. In versie 3.5 werd GNOME 2 (dat voorheen een keuze was) vervangen door MATE.